# Cancer (versión de Twenty One Pilots)
«Cancer» es una versión hecha por el dúo de rock alternativo Twenty One Pilots de la canción homónima de 2006 de la banda estadounidense de rock My Chemical Romance. Fue publicada por el dúo el 13 de septiembre de 2016 y difundida como sencillo; pertenece, además, al álbum de covers Rock Sound presents: The Black Parade, elaborado por la revista británica Rock Sound con motivo del décimo aniversario del disco The Black Parade.

## Interpretaciones en directo
«Cancer» está incluida en el repertorio de Twenty One Pilots de su gira Emotional Roadshow, y ha sido interpretada, por ejemplo, en su concierto del 17 de enero de 2017 en Providence (Rhode Island, Estados Unidos).
El dúo también interpretó esta versión el 10 de febrero de 2017 en San José (California, Estados Unidos), y fue calificada como «el momento musical destacado de la noche» por el periódico local The Mercury News.

## Recepción

### Ventas
«Cancer» fue objeto de veinticinco mil descargas digitales en sus primeros dos días a la venta.

### Posicionamiento en listas
| Lista (2016)                                | Mejor posición |
| ------------------------------------------- | -------------- |
| Australia (ARIA)                            | 53             |
| Canadá (Canadian Hot 100)                   | 75             |
| New Zealand Heatseekers (Recorded Music NZ) | 1              |
| Estados Unidos (Billboard Hot 100)          | 91             |